# Gonna Make You Sweat (Everybody Dance Now)
"Gonna Make You Sweat (Everybody Dance Now)" là một bài hát của nhóm nhạc nước Mỹ C+C Music Factory hợp tác với nghệ sĩ thu âm người Mỹ Freedom Williams và Martha Wash cho album phòng thu đầu tay của họ, Gonna Make You Sweat (1990). Nó được phát hành vào ngày 18 tháng 11 năm 1990 như là đĩa đơn đầu trích từ album bởi Columbia Records, đồng thời là đĩa đơn đầu tay trong sự nghiệp của C+C Music Factory. Bài hát được đồng viết lời bởi thành viên của nhóm Robert Clivillés với Williams, và được sản xuất bởi Clivillés và thành viên còn lại David Cole, trong đó phần rap được thể hiện bởi Williams và giọng ca nữ chính của Wash với đoạn hook nổi tiếng "Everybody Dance Now". Ban đầu, những đóng góp của Wash không được đề cập trong album lẫn video ca nhạc của bài hát, và đã dẫn đến những tranh chấp giữa cô và những nhà sản xuất của nhóm Clivillés and Cole, nhưng sau đó đã được giải quyết qua việc đề cập tên của Wash trong những lần phát hành tiếp theo.

## Đón nhận
Sau khi phát hành, "Gonna Make You Sweat (Everybody Dance Now)" nhận được những phản ứng tích cực từ các nhà phê bình âm nhạc, trong đó họ đánh giá cao quá trình sản xuất của nó cũng như chất giọng của Williams và Wash thể hiện trong bài hát. Nó còn gặt hái nhiều giải thưởng và đề cử tại những lễ trao giải lớn, bao gồm chiến thắng giải thưởng Âm nhạc Mỹ và giải thưởng âm nhạc Billboard cho Đĩa đơn Dance xuất sắc nhất, cũng như lọt vào danh sách những bản nhạc dance hay nhất mọi thời đại của nhiều ấn phẩm và tổ chức âm nhạc, bao gồm vị trí thứ chín trong danh sách "100 Bài hát Dance vĩ đại nhất" của VH1. Bài hát cũng đạt được những thành công vượt trội về mặt thương mại, đứng đầu các bảng xếp hạng ở Áo, Đức và Thụy Sĩ, và lọt vào top 10 ở nhiều hầu hết những quốc gia nó xuất hiện, như vươn đến top 5 ở nhiều thị trường lớn như Úc, Bỉ, Hà Lan, New Zealand, Na Uy, Tây Ban Nha, Thụy Điển và Vương quốc Anh. Tại Hoa Kỳ, "Gonna Make You Sweat (Everybody Dance Now)" đạt vị trí số một trên bảng xếp hạng Billboard Hot 100 trong hai tuần liên tiếp, trở thành đĩa đơn quán quân đầu tiên và duy nhất của nhóm trên bảng xếp hạng.

## Video âm nhạc
Video ca nhạc cho "Gonna Make You Sweat (Everybody Dance Now)" được đạo diễn bởi Marcus Nispel, trong đó bao gồm những cảnh nhiều vũ công nhảy múa dưới phông nền trắng, bên cạnh phân đoạn của Wash được nhép lại bởi Zelma Davis. Nó đã nhận được nhiều lượt yêu cầu phát sóng trên những kênh truyền hình âm nhạc như VH1, BET và MTV, và chiến thắng hai hạng mục trên tổng số sáu đề cử tại giải Video âm nhạc của MTV năm 1991 cho Video Dance xuất sắc nhất và Video có vũ đạo xuất sắc nhất. Để quảng bá bài hát, C+C Music Factory đã trình diễn "Gonna Make You Sweat (Everybody Dance Now)" trên nhiều chương trình truyền hình và lễ trao giải lớn, như giải thưởng âm nhạc Billboard năm 1991 và giải Video âm nhạc của MTV năm 1991. Được ghi nhận là bài hát trứ danh trong sự nghiệp của nhóm, bài hát đã xuất hiện trong nhiều tác phẩm điện ảnh và truyền hình, bao gồm The Simpsons, American Dad!, Madagascar 3: Europe's Most Wanted, Sister Act và Space Jam.

## Danh sách bài hát
| Đĩa 7" tại châu Âu 1. "Gonna Make You Sweat (Everybody Dance Now)" (bản radio) – 4:06 2. "Gonna Make You Sweat (Everybody Dance Now)" (In Your Face phối - không lời) – 4:54 Đĩa CD maxi tại châu Âu 1. "Gonna Make You Sweat (Everybody Dance Now)" (The Slammin' Vocal Club phối) – 6:49 2. "Gonna Make You Sweat (Everybody Dance Now)" (Clivilles & Cole D.J.'s Choice phối) – 5:02 3. "Gonna Make You Sweat (Everybody Dance Now)" (The Master phối - không lời) – 4:54 | Đĩa 7" tại Anh quốc 1. "Gonna Make You Sweat (Everybody Dance Now)" (radio phối) – 3:58 2. "Gonna Make You Sweat (Everybody Dance Now)" (The Master phối - không lời) – 4:54 Đĩa CD maxi tại Anh quốc 1. "Gonna Make You Sweat (Everybody Dance Now)" (radio phối) – 3:58 2. "Gonna Make You Sweat (Everybody Dance Now)" (Slammin' Vocal phối) – 6:48 3. "Gonna Make You Sweat (Everybody Dance Now)" (Clivilles & Cole D.J's Choice phối) – 5:00 |

## Xếp hạng
| Bảng xếp hạng (1990-91)                  | Vị trí cao nhất |
| ---------------------------------------- | --------------- |
| Úc (ARIA)                                | 3               |
| Áo (Ö3 Austria Top 40)                   | 1               |
| Bỉ (Ultratop 50 Flanders)                | 5               |
| Canada (RPM)                             | 6               |
| Canada Dance/Urban (RPM)                 | 1               |
| Đan Mạch (Tracklisten)                   | 8               |
| Châu Âu (European Hot 100 Singles)       | 3               |
| Phần Lan (Suomen virallinen lista)       | 8               |
| Pháp (SNEP)                              | 43              |
| Đức (Official German Charts)             | 1               |
| Ireland (IRMA)                           | 13              |
| Hà Lan (Dutch Top 40)                    | 2               |
| Hà Lan (Single Top 100)                  | 1               |
| New Zealand (Recorded Music NZ)          | 2               |
| Na Uy (VG-lista)                         | 5               |
| Tây Ban Nha (AFYVE)                      | 2               |
| Thụy Điển (Sverigetopplistan)            | 5               |
| Thụy Sĩ (Schweizer Hitparade)            | 1               |
| Anh Quốc (OCC)                           | 3               |
| Hoa Kỳ Billboard Hot 100                 | 1               |
| Hoa Kỳ Dance Club Songs (Billboard)      | 1               |
| Hoa Kỳ Hot R&B/Hip-Hop Songs (Billboard) | 1               |

| Bảng xếp hạng (1991)                 | Vị trí |
| ------------------------------------ | ------ |
| Australia (ARIA)                     | 26     |
| Austria (Ö3 Austria Top 40)          | 30     |
| Belgium (Ultratop 50 Flanders)       | 55     |
| Canada (RPM)                         | 59     |
| Canada Dance/Urban (RPM)             | 2      |
| Denmark (Tracklisten)                | 8      |
| Europe (European Hot 100 Singles)    | 12     |
| Germany (Official German Charts)     | 11     |
| Japan (Tokyo Hot 100)                | 4      |
| Netherlands (Dutch Top 40)           | 17     |
| Netherlands (Single Top 100)         | 10     |
| New Zealand (Recorded Music NZ)      | 8      |
| Norway Winter Period (VG-lista)      | 12     |
| Switzerland (Schweizer Hitparade)    | 13     |
| UK Singles (Official Charts Company) | 72     |
| US Billboard Hot 100                 | 3      |
| US Hot Dance Club Songs (Billboard)  | 1      |
| US Hot R&B/Hip-Hop Songs (Billboard) | 3      |

## Chứng nhận
| Quốc gia                                                                           | Chứng nhận | Số đơn vị/doanh số chứng nhận |
| ---------------------------------------------------------------------------------- | ---------- | ----------------------------- |
| Úc (ARIA)                                                                          | Vàng       | 35.000^                       |
| Hoa Kỳ (RIAA)                                                                      | Bạch kim   | 1.000.000^                    |
| * Chứng nhận dựa theo doanh số tiêu thụ. ^ Chứng nhận dựa theo doanh số nhập hàng. |            |                               |